# Superfiction
Superfiction è il quinto album in studio del gruppo post-grunge statunitense Cold, pubblicato nel 2011.

## Tracce
1. Wicked World – 3:36
2. What Happens Now – 3:42
3. American Dream – 3:38
4. The Break – 3:45
5. Welcome2MyWorld – 3:30
6. Emily – 3:36
7. The Crossroads – 4:18
8. Delivering the Saint – 4:24
9. So Long June – 4:41
10. The Park – 3:40
11. Flight of the Superstar – 3:30
12. The Ballad of the Nameless – 3:29

## Formazione
- Scooter Ward - voce, chitarra, piano
- Zach Gilbert - chitarra
- Jeremy Marshall - basso, cori
- Sam McCandless - batteria